# Литл-Америка (Вайоминг)
Литл-Америка (англ. Little America) — статистически обособленная местность, расположенная в округе Суитуотер (штат Вайоминг, США) с населением в 56 человек по статистическим данным переписи 2000 года.

## География
По данным Бюро переписи населения США, статистически обособленная местность Литл-Америка имеет общую площадь в 20,2 квадратных километров, водных ресурсов в черте населённого пункта не имеется.
Статистически обособленная местность Литл-Америка расположена на высоте 1958 метров над уровнем моря.

## Демография
По данным переписи населения 2000 года, в Литл-Америке проживало 56 человек, 13 семей, насчитывалось 24 домашних хозяйства и 48 жилых домов. Средняя плотность населения составляла около 2,8 человек на один квадратный километр. Расовый состав Литл-Америки по данным переписи распределился следующим образом: 71,43 % белых, 28,57 % — других народностей. Испаноговорящие составили 44,64 % от всех жителей статистически обособленной местности.
Из 24 домашних хозяйств в 45,8 % — воспитывали детей в возрасте до 18 лет, 33,3 % представляли собой совместно проживающие супружеские пары, в 20,8 % семей женщины проживали без мужей, 45,8 % не имели семей. 41,7 % от общего числа семей на момент переписи жили самостоятельно, при этом среди жителей в возрасте 65 лет отсутствовали одиночки. Средний размер домашнего хозяйства составил 2,33 человек, а средний размер семьи — 3,23 человек.
Население статистически обособленной местности по возрастному диапазону по данным переписи 2000 года распределилось следующим образом: 32,1 % — жители младше 18 лет, 28,6 % — между 18 и 24 годами, 28,6 % — от 25 до 44 лет, 10,7 % — от 45 до 64 лет и — в возрасте 65 лет и старше. Средний возраст жителей составил 21 год. На каждые 100 женщин в Литл-Америке приходилось 100,0 мужчин, при этом на каждые сто женщин 18 лет и старше приходилось 123,5 мужчин также старше 18 лет.
Средний доход на одно домашнее хозяйство в статистически обособленной местности составил 18 125 долларов США, а средний доход на одну семью — 18 750 долларов. При этом мужчины имели средний доход в 12 250 долларов США в год против 8750 долларов среднегодового дохода у женщин. Доход на душу населения в статистически обособленной местности составил 7407 долларов в год. Все семьи Литл-Америки имели доход, превышающий уровень бедности.